# Jaligny-sur-Besbre
Jaligny-sur-Besbre är en kommun i departementet Allier i regionen Auvergne-Rhône-Alpes i de centrala delarna av Frankrike. Kommunen ligger  i kantonen Jaligny-sur-Besbre som ligger i arrondissementet Vichy. År 2022 hade Jaligny-sur-Besbre 556 invånare.

## Befolkningsutveckling
Antalet invånare i kommunen Jaligny-sur-Besbre
Referens: INSEE